# Lions Rump
Lions Rump – przylądek na południowym wybrzeżu Wyspy Króla Jerzego. Leży na terenie ASPA nr 151 "Lions Rump", u wejścia do Zatoki Króla Jerzego. Skały na przylądku mają swym wyglądem przypominać zad leżącego lwa, stąd nazwa przylądka.